# Тундра Чукотського півострова
Тундра Чукотського півострова (WWF ID: PA1104) — екорегіон, що охоплює північне узбережжя Росії вздовж Східносибірського моря, окраїнного моря Північного Льодовитого океану. Клімат дещо м'якший, ніж очікувалося б за його широтою через вплив Східносибірського та Берингового моря. Багато колоній мігруючих птахів. Екорегіон належить до палеарктичного царства та біому тундра. Екорегіон займає площу 298 367 км²

## Розташування та опис
Екорегіон простягається на 700 км від гирла річки Лени на північному заході до східного краю Чукотського півострова на сході. Рельєф — в основному безлісні арктичні рівнини на алювіальних відкладеннях з широким насиченням підземними водами. Є декілька невеликих гір, що сягають до 1000 м.

## Клімат
У регіоні субарктичний клімат (за класифікацією Коппена ET). Цей клімат характеризується тривалою холодною зимою та дуже коротким літом із принаймні одним місяцем у середньому понад 0° C, так що сніг або лід можуть танути, але жоден місяць не має середню температуру вище 10 ° C. Середня кількість опадів у Певеку на північному узбережжі в середньому становлять 184 мм/рік, середні температури становлять -26,9° C у січні та 8,7° C у липні.

## Флора і фауна
Екорегіон лежить на північ від тайги. Зафіксовано понад 400 видів лишайників та моху.

## Природоохорона
- Національний парк Берингія